# Magyar Mise
A Magyar Mise Tolcsvay László zenéjére és Tolcsvay Béla szövegkönyvére készült zenés rockoratórium, amely nagy vonalakban a római katolikus liturgiát követi. Címében - némiképp a magyar nyelvvel szembe menve - mind a két szó nagy kezdőbetűs.

## Számlista
- Bevezetés
- Kyrie
- Gloria
- Credo
- Áldozat
- Érintsd Meg A Lelkem
- Sanctus
- Ajánlás, Elbocsátás

## Főbb bemutatói
| Év   | Előadás helye                                               |
| ---- | ----------------------------------------------------------- |
| 1987 | Margitszigeti Szabadtéri Színpad Szegedi Szabadtéri Játékok |
| 1990 | országos turné Liszt Ferenc Zeneművészeti Egyetem           |
| 1991 | Veszprém Erkel Színház                                      |
| 1992 | Zugligeti Katolikus Templom Hadtörténeti Intézet és Múzeum  |
| 1993 | Budavári Palota München Dortmund Haltern am See Bottrop     |
| 1994 | Budapest Kongresszusi Központ                               |
| 2000 | Egri főszékesegyház                                         |
| 2003 | Marosvásárhely                                              |
| 2004 | Székelyudvarhely                                            |
| 2006 | Müpa Fogadalmi templom (Szeged)                             |
| 2007 | országos turné                                              |

## Hanglemezen, s ennek előadói
Hanglemezen először 1987-ben az ősbemutató alkalmával jelent meg a Szabadtér Kiadó gondozásában. 1993-ban, Németországban a Böeselager Stifftung jelentette meg. Ezt a felvételt vette át a Hungaroton 1994-ben.

### Énekesek
- Szólisták:  Begányi Ferenc, Demjén Ferenc, Pitti Katalin, Tolcsvay László, Ifj. Csoóri Sándor, Vikidál Gyula
- Kórus: MN Művészegyüttesének Férfikara, "Tavasz" Női Kar